# Trennscheibe (Werkzeug)

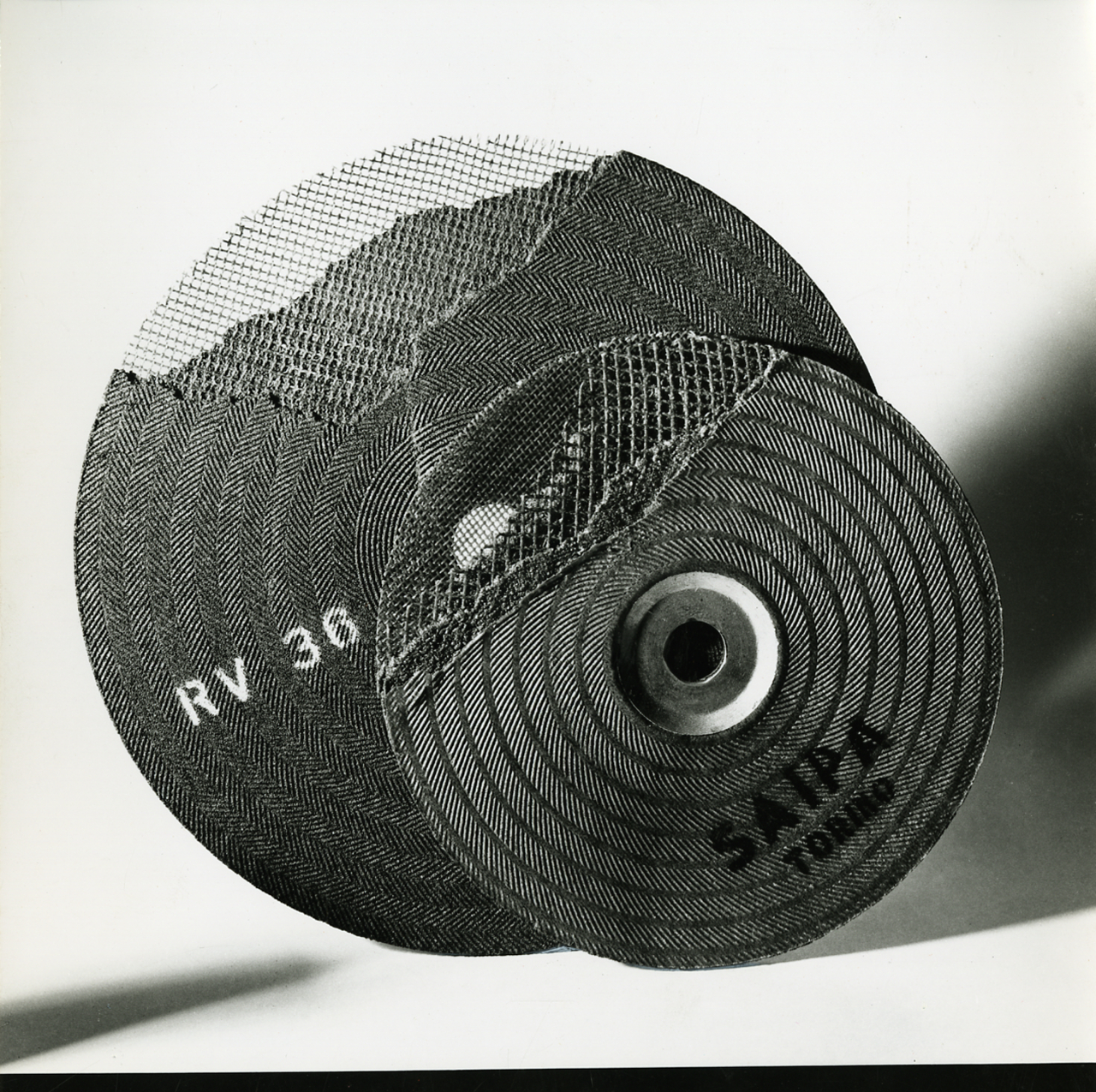
Aufbau von kunstharzgebundenen Trennscheiben mit ein- bzw. doppellagigem Glasfasergitter und aufgebrachter Kunstharzmasse

Eine Trennscheibe ist eine kreisförmige flache Scheibe, die mit Trenn- oder Winkelschleifern, in kleineren Dimensionen auch mit Geradschleifern verwendet wird, um Werkstücke zu trennen. Die meisten Trennscheiben enthalten Schleifkorn aus Diamant oder Hartstoffen zum Zweck des spanabhebenden Materialabtrags.
Im Gegensatz zu den dünneren Trennscheiben eignen sich die ähnlich beschaffenen Schruppscheiben auch zum flächigen Materialabtrag. Trennscheiben sind nicht zum Schruppen (Grobschleifen) geeignet. Trennscheiben gibt es für verschiedenste Materialien, so für Metall, Naturstein, Asphalt, Beton usw. Unterschieden werden Trennscheiben in zwei Hauptgruppen: kunstharzgebundene Trennscheiben und Diamanttrennscheiben.
Beim Ansetzen der rotierenden Trennscheibe ist die Drehrichtung zu beachten, damit sich eine verklemmende Scheibe aus der Schnittfuge heraus bewegt und es nicht zum Blockieren der Scheibe und Herumschlagen der Maschine kommt.
Aufgrund der starken Fliehkräfte muss der Hersteller verschiedene Sicherheitsstandards einhalten, die in den Normen EN 12413 (für kunstharzgebundene Scheiben) und EN 13236 (für Diamantscheiben) geregelt sind.

## Kennzeichnung
Trennscheiben zur Verwendung mit handelsüblichen Winkelschleifern werden in der Regel mit einem roten Streifen markiert, der quer über die Scheibe läuft und die Eignung für die übliche Umfangsgeschwindigkeit (Arbeitshöchstgeschwindigkeit) von 80 m/s ausweist.
Scheiben mit einem blauen Streifen dürfen nur mit 50 m/s und solche mit einem gelben Streifen mit 63 m/s betrieben werden. Ein grüner Streifen ebenso wie zwei unterschiedlich gefärbte Streifen kennzeichnen die Eignung für Umfangsgeschwindigkeiten von 100 m/s und darüber.
Neben den unterschiedlich gefärbten Streifen verwenden viele Hersteller die Farbe Blau, um Scheiben zur Bearbeitung von Stahl zu kennzeichnen und die Farbe grün zur Kennzeichnung von Scheiben zur Bearbeitung von Stein, Beton und anderen mineralischen Materialien.
Der Metallring in der Mitte einer kunstharzgebundenen Trennscheibe enthält üblicherweise eine Angabe zum Verfallsdatum. Nach Erreichen dieses Datums ist eine Trennscheibe aufgrund der Alterungsprozesse im Kunstharz als überaltert anzusehen und sollte nicht mehr verwendet werden.
Neben der farblichen Kennzeichnung für die Umfangsgeschwindigkeit werden Trennscheiben zudem mit einer Schleifkörperkennzeichnung gemäß ISO 525 versehen. Diese alphanumerische Kennzeichnung enthält in folgender Reihenfolge Angaben zu Kornart, Korngröße, Härtegrad, Gefüge (Porosität) und Bindung sowie eine optionale Kennzahl für Herstellerangaben.

### Kornart
| Kennzeichnung | Kornart                            |
| ------------- | ---------------------------------- |
| A             | Normalkorund (>94 % Aluminiumoxid) |
| C             | Siliciumcarbid                     |
| Z             | Zirkonkorund                       |

Auch Kombinationen wie ZA (Zirkonkorund/Aluminiumoxid) sind möglich.

### Korngröße
Die Angabe zur Korngröße erfolgt als Zahl in Mesh nach FEPA-Norm. Je höher diese Zahl ist desto kleiner ist die Korngröße.

### Härtegrad
Die Härte des Schleifkörpers wird als Buchstabe angegeben. Die Härte nimmt von A bis Z zu.

### Gefüge
Das Gefüge wird mit einer Zahl zwischen 0 und 14 gekennzeichnet. Eine höhere Zahl identifiziert ein poröseres Gefüge.

### Bindung
| Kennzeichnung | Bindungsart                                |
| ------------- | ------------------------------------------ |
| B             | Kunstharzbindung                           |
| BF            | Kunstharzbindung mit Faserstoffverstärkung |

## Kunstharzgebundene Trennscheiben

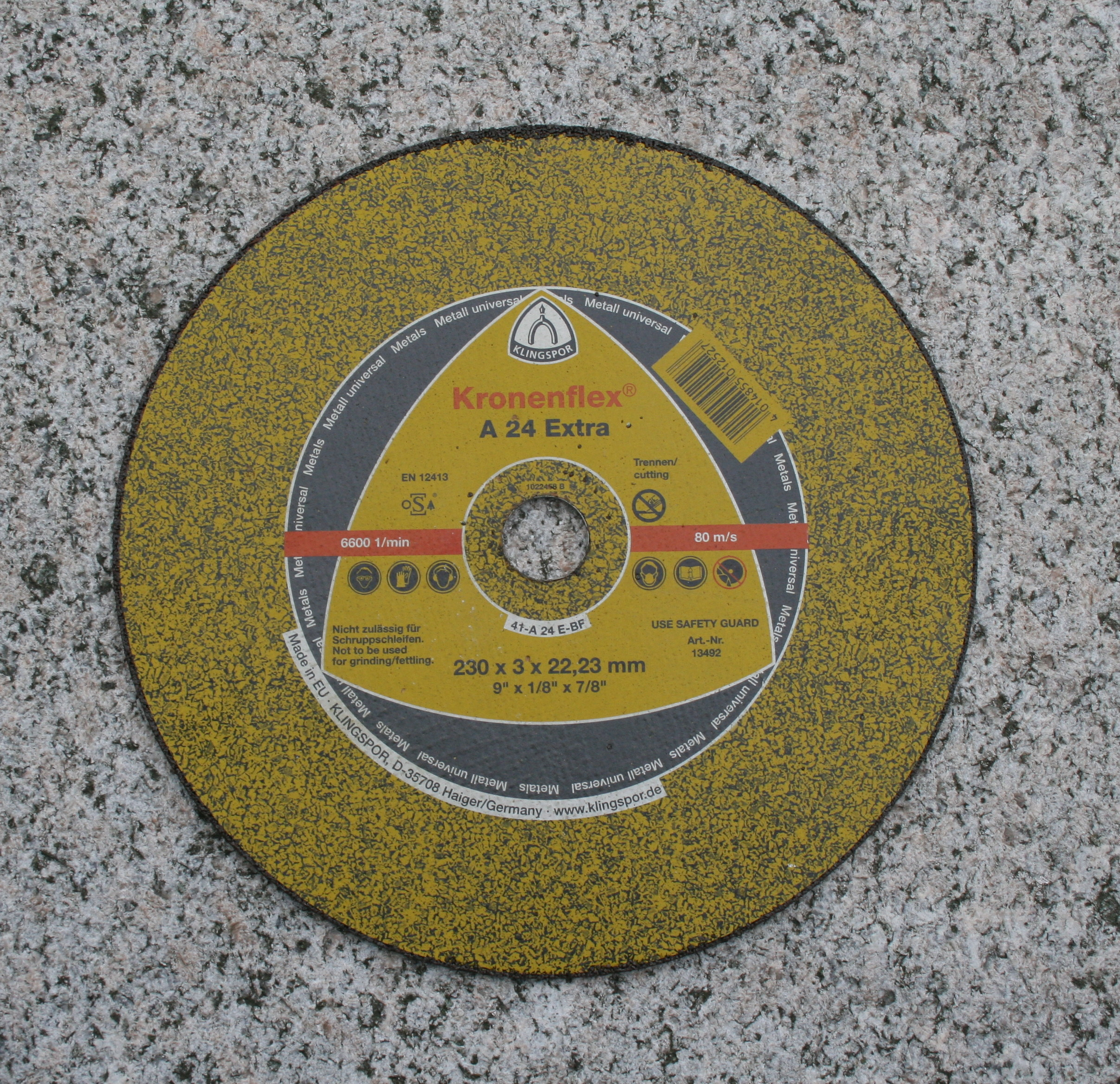
Kunstharzscheibe (230 mm mit 22,23 mm Loch)

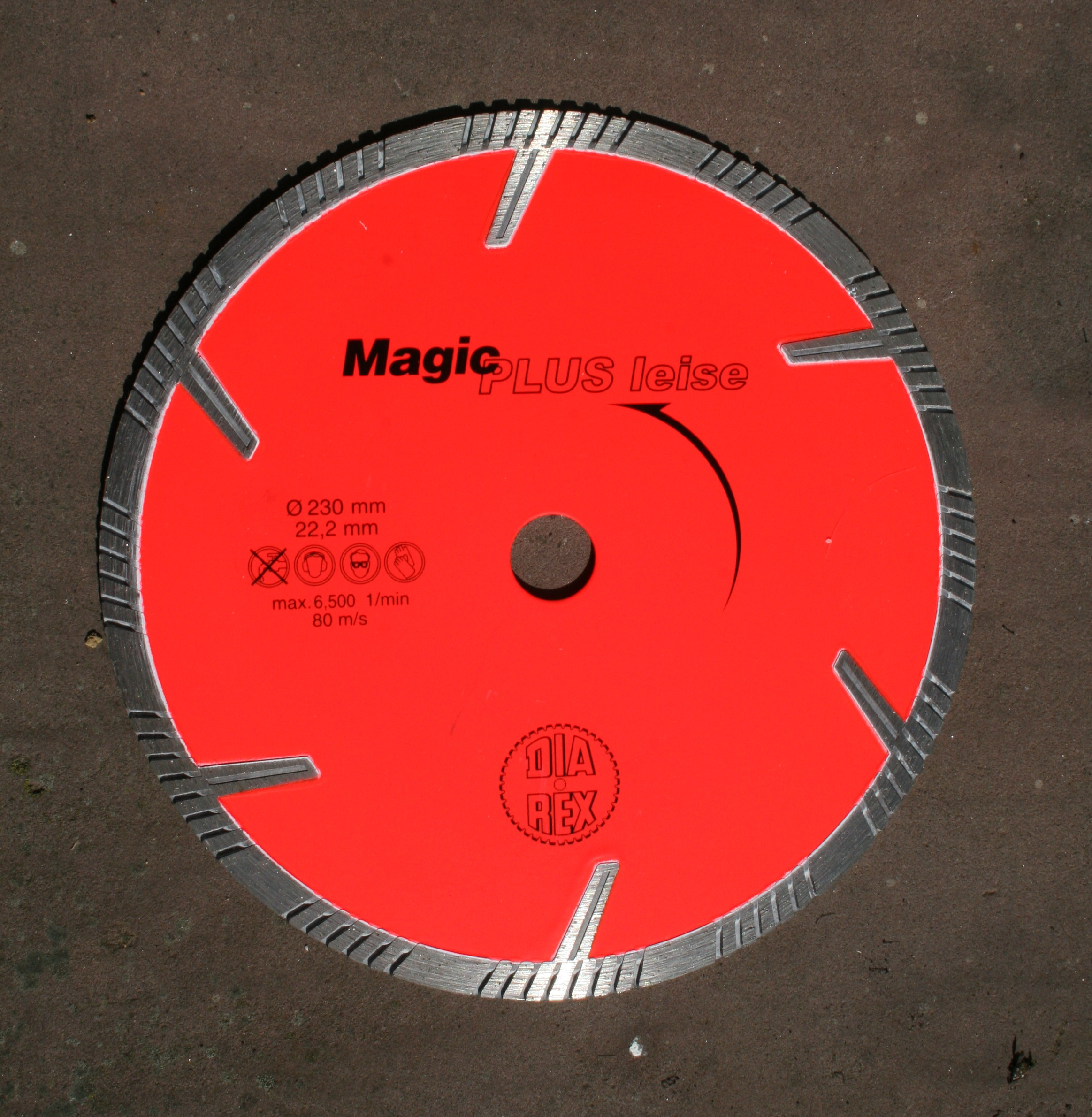
Diamant-Trennscheibe mit Turborand

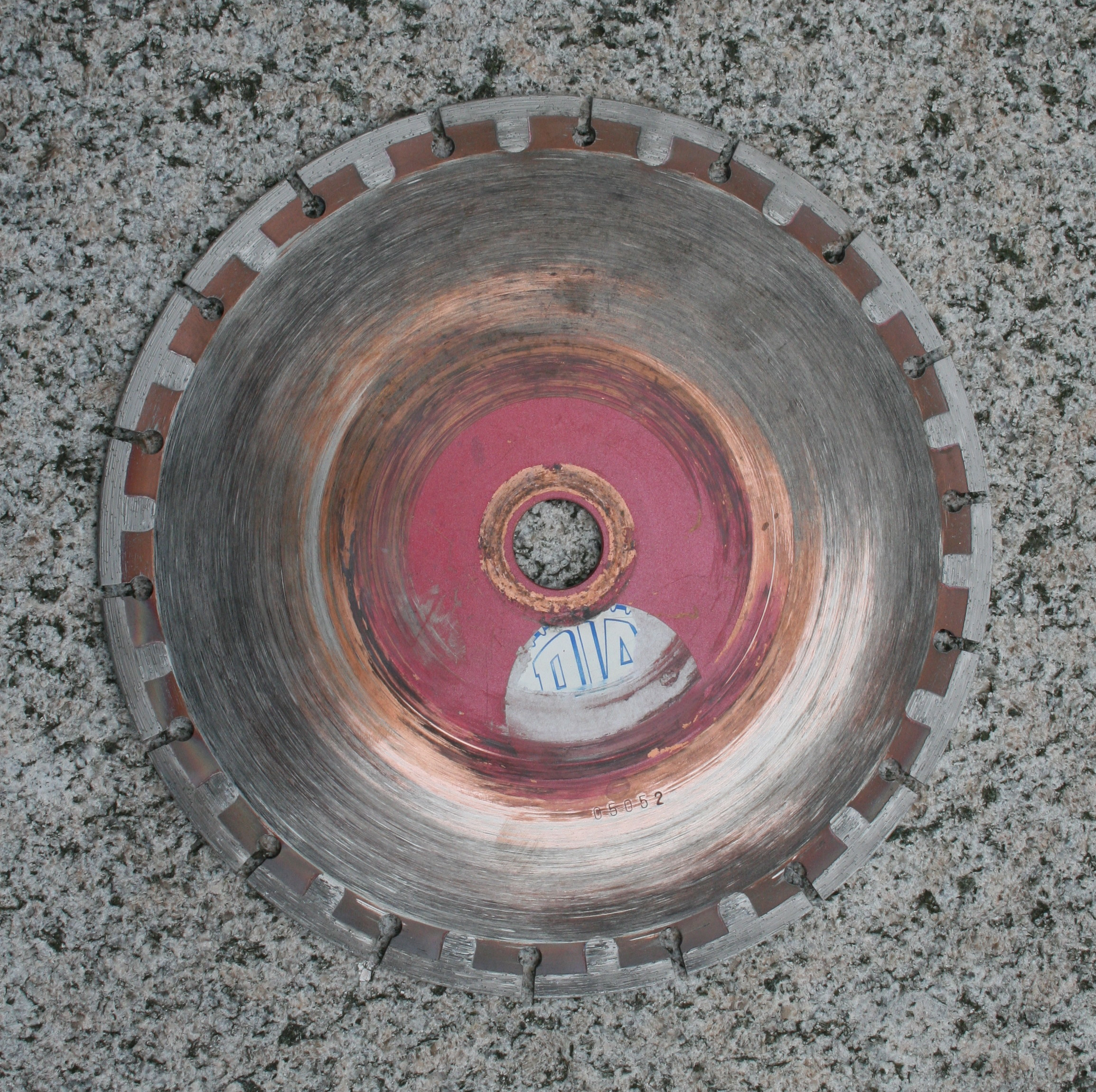
Diamant-Trennscheibe mit Segmenten

Zur Fertigung von kunstharzgebundenen Trennscheiben wird Schleifkorn wie Korund (Aluminiumoxid) für Metalltrennscheiben oder Siliciumcarbid für Steintrennscheiben mit Phenol- oder anderen Kunstharzen gemischt, um dann mit Glasfasergewebe zu Trennscheiben gepresst und in Öfen ausgehärtet zu werden.
Das eingebettete Gewebe aus Glasfaser macht die Scheiben relativ schlagfest und deutlich zugfester, so dass sie der Fliehkraft bei hohen Drehzahlen standhalten können. Nach EN12413 sollen Trennscheiben eine Seitenstabilität von mindestens 40 N (bis 125 mm Durchmesser), bzw. 50 N (ab 150 mm Durchmesser) erreichen.
Um die Gewebeschicht nicht zu beschädigen, dürfen die Seitenflächen von Trennscheiben nicht zum Schleifen (Schruppen) verwendet werden.
Abmessungen von kunstharzgebundenen Trennscheiben:
Die gängigsten Durchmesser sind 115, 125, 180 (178), 230, 300 und 350 mm. Jedoch gibt es auch kleinere und größere Scheiben in verschiedensten Abmessungen. Scheiben von 115–230 mm Durchmesser haben eine Bohrung mit Durchmesser 22,23 mm (7/8″). Die Stärken variieren von 0,6 mm (nur bis 125 mm D.) über „dünne“ Scheiben mit 1–1,6 mm (bis maximal 178 mm) für schnellen, leichten, gratarmen Schnitt bis zu den üblichen, belastbareren 3 mm starken Scheiben.
Es werden spezielle Trennscheiben für Edelstahl (INOX), gewöhnlichen Stahl sowie Nichteisen-Metalle angeboten, aber auch solche, die sich zur Verwendung mit mehreren Metalllegierungen eignen. Häufig wird empfohlen, eine Trennscheibe, die auf Stahl eingesetzt wurde, nicht mehr auf Edelstahl zu verwenden, da anhaftende Späne die Korrosion des Edelstahls befördern können.
Großen Einfluss auf die Standzeit einer Trennscheibe hat die Härte des Schleifkörpers, die durch das Bindungsmittel und beigefügte Füllstoffe beeinflusst wird. Ein hoher Härtegrad lässt die Trennscheibe langsamer verschleißen, führt jedoch auch dazu, dass die Schleifmittel stärker abgenutzt werden und somit weniger aggressiv sind. Im Extremfall kann eine Überhitzung der Trennscheibe erfolgen, die zur Verglasung der Schneidkante führt. Grundsätzlich gilt, dass der Härtegrad umso niedriger liegen sollte je härter der zu bearbeitende Werkstoff ist.

## Diamant-Trennscheiben

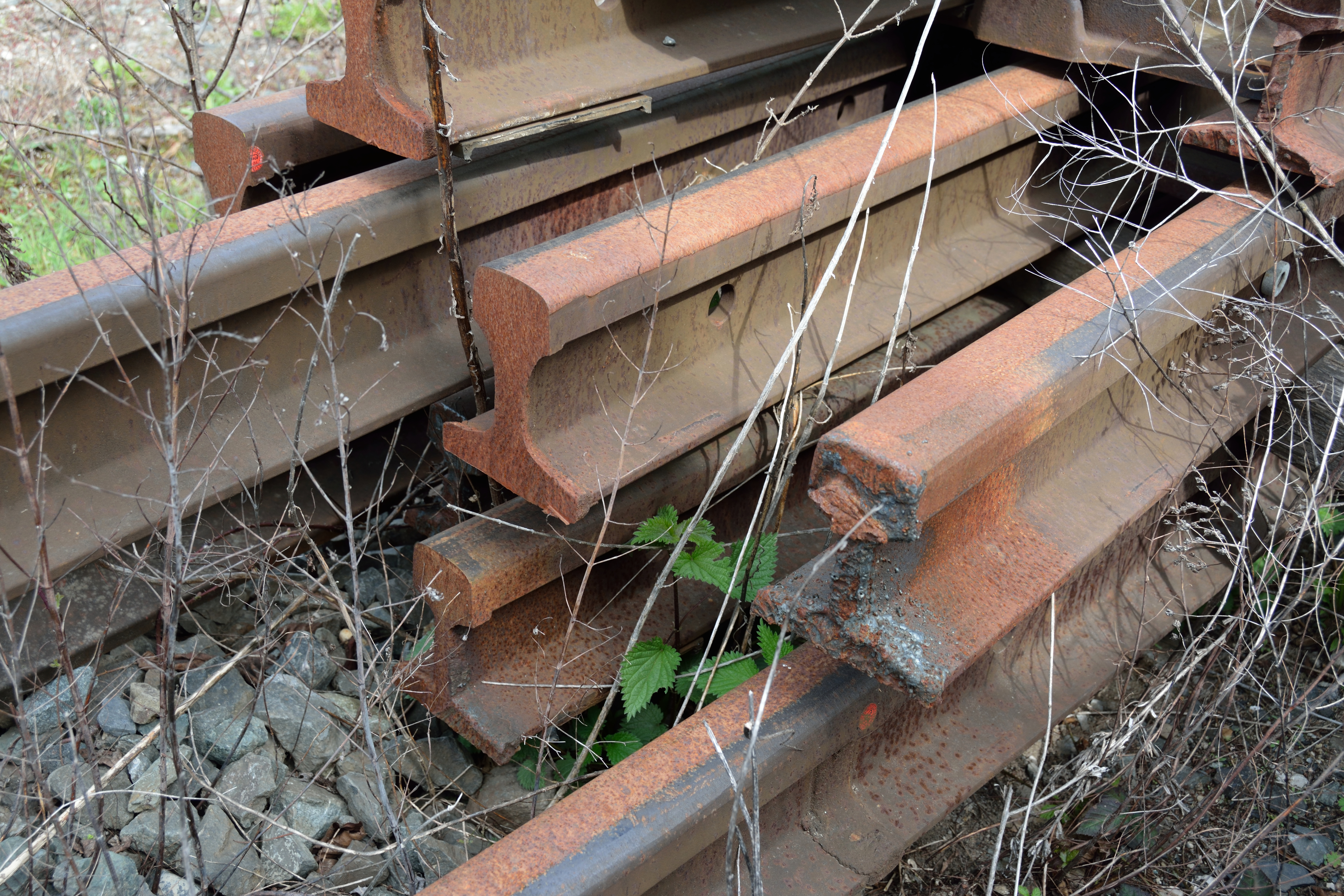
Die Eisenbahnschienen links wurden mit Trennscheibe oder Metallsäge durchtrennt, die auf der rechten Seite mit einem Brennschneider.

Bei Diamanttrennscheiben (ausschließlich für den Einsatz in Naturstein, Beton, Asphalt, jedoch nicht in Metall – außer einigen Spezialtypen) werden Diamantsegmente durch Sintern, Löten oder Laserschweißen auf Stahlstammblätter aufgebracht:
Sintern
Die Segmente werden in einem Arbeitsgang durch hohen Druck und Temperatur gesintert (erhitzen bis kurz vor dem Schmelzpunkt) und mit dem Stammblatt verbunden.
Löten/Hartlöten
Aufbringen der Diamantsegmente mit Silberlot. Gelötete Diamantscheiben sind nur im Nassschnitt einsetzbar, da ohne Wasserkühlung das Lot schmelzen kann und sich die Segmente ablösen würden.
Laserschweißen
Die beste Verbindung zwischen Diamantsegment und Stammblatt, da das Segment direkt mit dem Stammblatt verschweißt wird. Ein Segmentverlust ist bei diesem Verfahren so gut wie ausgeschlossen.
Bedingt durch die Art der Herstellung besitzen viele Diamant-Trennscheiben eine bevorzugte Laufrichtung, die auf der Scheibe meist durch einen Pfeil markiert wird. Werden diese Scheiben falsch herum betrieben, so können sie überhitzen und stumpf werden.
Zur Herstellung der Diamantsegmente werden verschiedene Metallpulver mit (meistens) Industriediamanten vermischt und in speziellen Pressformen bei großer Hitze und hohem Druck gesintert. Die Metallpulver schmelzen und verbinden sich mit den Diamanten. Die Segmente werden dann noch entgratet und dann auf die Stammblätter aufgebracht. Die Art der Metallpulver, der Diamantanteil und die Diamantqualität, sowie die Art der Verbindung zwischen Segment und Stammblatt entscheiden über die Qualität, die Schnittigkeit und die Lebensdauer einer Diamanttrennscheibe.
Die Hersteller von Diamant-Trennscheiben orientieren sich an der Norm EN 13236 – Sicherheitsanforderungen für Schleifwerkzeuge mit Diamant oder Bornitrid, müssen diese aber nicht einhalten, da Diamant-Trennscheiben keine Schleifmittel im eigentlichen Sinne sind.

### Formen von Diamant-Trennscheiben
Es existieren verschiedene Arten von Diamant-Trennscheiben:
- mit geschlossenem, glattem Rand (Vollrand) für feine und saubere Schnitte bei Fliesen und Keramik
- mit geschlossenem, geriffeltem Rand (Turborand) für schnellen Schnitt bei Altbeton, Marmor, Klinker, Sandstein, Granit und anderen Materialien
- mit segmentiertem Rand, d. h. mit an der Seite entweder glatten oder geriffelten Segmenten (letztere werden auch Turbo-Segmente genannt), für schnellen Schnitt bei Beton und allgemeinen harten oder auch abrasiven (z. B. Estrich) Baustellenmaterialien
- eine Sonderform kommt beim hochpräzisen Innenlochtrennen zum Einsatz. Hier wird das Schleifkorn galvanisch aufgebracht.

### Aufbau einer Diamant-Trennscheibe
Mit dem Metallgrundkörper (sog. Stammblatt) der Diamant-Trennscheibe sind sogenannte Segmente mit eingelagerten Industriediamanten verbunden, die eine höhere Trennleistung als herkömmliche Trennscheiben ermöglichen. Bei hochwertigen Scheiben ist diese Verbindung mit dem Laser geschweißt, es gibt auch hartgelötete oder gesinterte Scheiben.
Auf den Trennscheiben ist ein Drehrichtungspfeil aufgebracht, der die Richtung der Scheibendrehung anzeigt. Bei einer Montage der Trennscheibe in entgegengesetzter Drehrichtung werden die Diamanten in den metallischen Bindemitteln schnell freigeschliffen und können herausfallen. Die Schneidwirkung geht verloren. Die Diamanten in neuen Diamanttrennscheiben werden i. d. R. vor der Auslieferung angeschärft, dadurch wird sofort eine ideale Schnittleistung ermöglicht.

### Arbeit mit Diamant-Trennscheiben
Bei herkömmlichen Diamant-Trennscheiben im unteren und mittleren Qualitätssegment ist eine Kühlpause einzuhalten. Auf diese erforderliche Abkühlzeit wird auf diesen Produkten hingewiesen. Im professionellen Einsatz kommen häufiger spezielle Trennscheiben zum Einsatz, die keine Kühlpause erfordern. Gewisse Zuschlagstoffe in der metallischen Bindung als auch eine spezielle Laserschweißnaht, die das Segment mit dem Stammblatt verbindet, ermöglichen somit eine effizientere Arbeitsweise.
Nicht nur die Schnittleistung (Schneidfreudigkeit, Effizienz und Standzeit) zeichnen eine hochwertige Diamanttrennscheibe aus. Ermüdungsfreies Arbeiten und reduzierte Geräuschentwicklung ist im täglichen Umgang wesentlich. Die Lärmbelastung wird durch den Einsatz gelochter Stammblätter reduziert. Dennoch ist die Verwendung von Schallschutzmitteln und Atemschutz-Maßnahmen bei Staubentwicklung geboten.

### Abmessungen von Diamant-Trennscheiben
Die Diamant-Trennscheiben sind von 60 mm bis 5000 mm Außendurchmesser erhältlich (für Winkelschleifer, stationäre Trennschleifer, Fugenschneider, Tischsägen, Multiblattsägen oder Wandsägen). Die Innenbohrung beträgt i. d. R. 22,23 mm für Winkelschleifer und 20 mm, 25,4 oder 30 mm für Tischsägen und Fugenschneider. Für professionelle Anwendungen in der Natursteinindustrie sind größere Aufnahmebohrungen z. B. 60 mm und 100 mm geläufig.

## Aufnahme, Anschlüsse
Miniatur-Trennscheiben von etwa 30 mm Durchmesser besitzen eine Bohrung für eine M3-Schraube, mit der die Scheiben stirnseitig an einen Dorn zur Aufnahme in einem Dreibackenfutter geschraubt werden.
100 mm Scheiben weisen üblicherweise eine 16 mm Bohrung auf (5/8″ = 15,875 mm) und werden mit einer M10-Spannmutter auf den Flansch geklemmt.
Bei Akkumaschinen für 100 mm gibt es die Befestigung SDS PRO oder „Bosch-Nabe“, auf die Scheiben mit dreifach vernieteter Blechnabe mit 3 Schlitzen um das und 3 Nuten im 22,23 mm-Loch passen. Die gekröpfte Blechnabe mit äußerem Durchmesser von 58 mm ermöglicht werkzeugloses Montieren/Demontieren.
Indem sie mit Senkkopfschrauben an einem seitlichen Flansch befestigt werden, lassen sich Trennscheiben für Steinmetze (ebenso wie gekröpfte Schleifteller) oftmals einspannen, ohne dass sich an der Außenseite vorstehende Teile befinden. So können auch von größeren Flächen Überstände bündig abgeschnitten werden, ohne dass die Antriebswelle ans Werkstück anläuft.